# YaST
A YaST (Yet another Setup Tool rövidítése) egy Linux operációs rendszer telepítő és konfiguráló eszköz, amely legfőbb komponense az openSUSE terjesztésnek, továbbá az ebből származó SuSE kereskedelmi terjesztéseknek egyaránt. Ezen eszköz segítségével konfigurálni lehet  a rendszer számos aspektusát. Szintén része a nem folytatott United Linuxnak is. 1996 májusában adták ki az első olyan SuSE terjesztést, amelynek része volt a YaST. A YaST-ot 1999-ben újraírták és először csak telepítőként része lett SuSE Linux 6.3-nak. A YaST2-t hozzáadták az asztalhoz a SuSE Linux 6.4-ban és párhuzamosan létezett tovább a YaST1-gyel, míg végül a SuSE Linux 8.0-ban el nem távolították véglegesen.

## Részletesen
A YaST egy szabad szoftver, amelyet a SuSE GPL alatt tett elérhetővé.
A YaST2 egy adminisztrációs és karbantartó eszköz a SUSE Linux telepítésekhez, amely lehetővé teszi az adminisztrátorok számára többek közt szoftver telepítést, hardver konfigurációt, hálózatok és szerverek beállítását.
A YaST mind grafikus, mind a karakteres (ncurses) felhasználói felületet tartalmaz. Ez utóbbi különösen hasznos a nem GUI telepítések esetén, rendszer adminisztrátorok számára lassú internet kapcsolat esetén, továbbá amikor valaki nem tud bebootolni egy grafikus X szerverre, de mégis szükséges egy jó felhasználói felület a csomag kezelőjéhez (pl. egy kezdő felhasználó downgrade-elni próbál egy Xorg csomagot hogy helyrehozzon egy grafikus telepítést).
Az openSUSE 10.3-tól megjelent az újratervezett YaST a GNOME felhasználói számára és openSUSE 11.2-től megjelent a YaST Control Center a KDE-hez. Az openSUSE 12.1 KDE verziója bővült egy YaST specifikus témával, szürke háttérrel és zöld gombokkal.
A YaST a ZYpp projekten keresztül nyújt csomagkezelő funkcionalitást. Az első ZYpp képes csomagkezelő YaST alkalmazásoknak voltak teljesítmény és hosszú indulási idő problémái, de ezt a 10.2-es és 10.3-as kiadásokban jelentősen javították. Az openSUSE 11.0 alpha 3-tól kezdve a ZYpp-et integrálták a SAT megoldó projekttel, ezzel elérve, hogy a YaST és zypper gyorsabb legyen, mint más rpm alapú csomagkezelő.
A YaST-nak korábban része volt a SaX és SaX2, amelyek a Suse haladó X konfigurációs eszközei. A SaX-ot újraírták SaX2 néven a SuSE Linux 6.4-ben. SaX1-et eltávolították a SuSE Linux 8.1-ben, a SaX2-t pedig a YaST Control Centerből az openSUSE 11.2-ből. A SaX2-t teljesen eltávolították az openSUSE 11.3-ból.

## AutoYaST
Az AutoYaST egy vagy több openSUSE rendszer automatikus telepítését felhasználói beavatkozás nélkül lehetővé tévő rendszer. AutoYaST telepítéseket végrehajtása egy kontroll fájl segítségével történik, amely telepítési és konfigurációs adatokat is tartalmaz. Minden aktuális rendszer profil a /root/autoyast.xml fájl tárolódik.

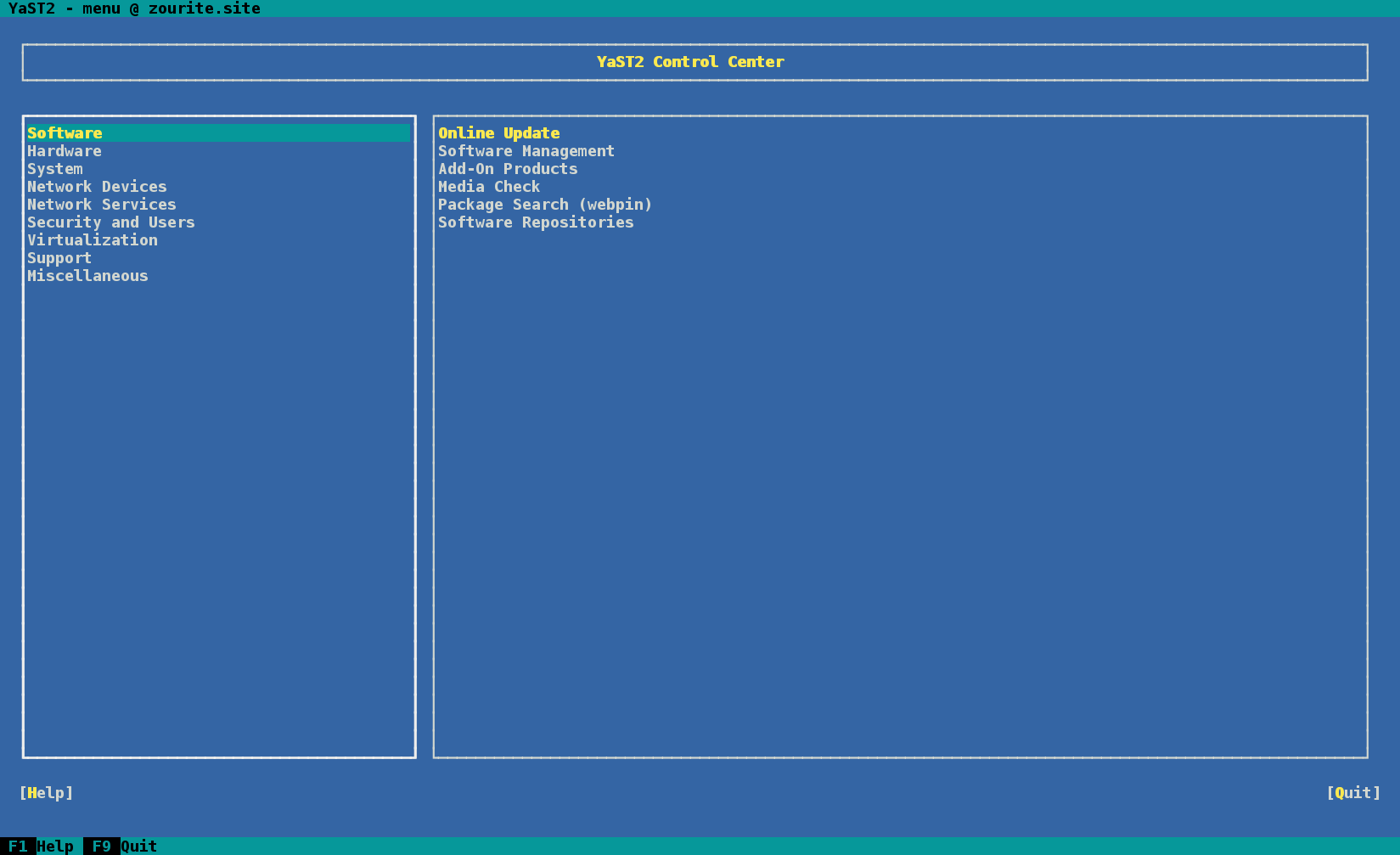
YaST X11 felület nélkül karakteres változat

## Fordítás
Ez a szócikk részben vagy egészben  a   YaST című angol Wikipédia-szócikk ezen változatának fordításán alapul.  Az eredeti cikk szerkesztőit annak laptörténete sorolja fel. Ez a jelzés csupán a megfogalmazás eredetét és a szerzői jogokat jelzi, nem szolgál a cikkben szereplő információk forrásmegjelöléseként.